# تسجيل الدخول بالشبكات الاجتماعية
تسجيل الدخول بالشبكة الاجتماعية هو شكل من أشكال تسجيل دخول أحادي باستخدام المعلومات الموجودة من مثل فيسبوك أو تويتر أو جوجل+ للقيام بعملية تسجيل الدخول إلى موقع ويب تابع لطرف ثالث بدلاً من إنشاء حساب تسجيل دخول جديد مخصوص لهذا الموقع. وهو مصمم لتبسيط عمليات تسجيل الدخول للمستخدمين النهائيين وكذلك توفير المزيد والمزيد من المعلومات الديموغرافية الموثوقة لمطوري الويب.

## كيف يعمل تسجيل الدخول بالشبكة الاجتماعية
يقوم مبدأ تسجيل الدخول بالشبكة الاجتماعية بربط خدمة أو أكثر من خدمات الشبكات الاجتماعية إلى موقع ويب، وعادة ما يتم استخدم برنامج إضافة توسعية أو عنصر تحكم واجهة رسومية. يقوم المستخدم من خلال تحديد خدمة الشبكات الاجتماعية التي يرغب بها، وبكل بساطة بتسجيل الدخول الخاص به إلى موقع الويب باستخدام هذه الخدمة. وهذا بدوره يلغي الحاجة بالنسبة للمستخدم النهائي إلى تذكر معلومات تسجيل الدخول الخاصة بالعديد من المواقع الالكترونية الخاصة بالتجارة الإلكترونية والمواقع الأخرى، بالإضافة إلى أنه يتم تزويد مالكي الموقع بمعلومات ديموغرافية متجانسة ومتناسقة؛ حيث يتم توفيرها من خلال خدمة التواصل الاجتماعي. يقوم العديد من المواقع الالكترونية بتقديم خدمة تسجيل الدخول بالشبكة الاجتماعية كما تقدم أيضًا طريقة تسجيل حساب الكتروني على الموقع بالطريقة التقليدية لأولئك الأشخاص الذين يرغبون في استخدام الطريقة التقليدية، أو الأشخاص الذين لا يملكون حساب على موقع تواصل اجتماعي ذو خدمة متوافقة (حيث عدم وجود طريقة تقليدية سيمنعهم من إنشاء حساب على موقع الويب).

## تطبيق
يمكن تطبيق تسجيل الدخول بالشبكة الاجتماعية بشكل كامل كنظام مصادقة باستخدام معايير مثل أوبن آي دي أو إس أ إم إل. بالنسبة إلى مواقع الويب الخاصة بالعملاء والتي توفر وظائف اجتماعية للمستخدمين، يتم تطبيق تسجيل الدخول بالشبكة الاجتماعية باستخدام بروتوكول أوث غالبًا. حيث أن أوث هو بروتوكول مصادقة آمن والذي يُستخدم بشكل شائع بالموازاة مع المصادقة لمنح تطبيقات الطرف الثالث «رمز جلسة عمل» يسمح لهم بإجراء تواصل API لمزودي الخدمات نيابة عن المستخدم. تقدم المواقع التي تستخدم تسجيل الدخول بالشبكة الاجتماعية ميزات الشبكات الاجتماعية مثل التعليق والمشاركة والتفاعل والتعليم باللعب عادةً.
بينما يمكن توسيع المجال استخدام تسجيل الدخول بالشبكة الاجتماعية ليشمل مواقع الشركات،  فإن غالبية الشبكات الاجتماعية ومزودي الهوية التي أساسها المستهلك تسمح بالهويات. لهذا السبب لا يتم استخدام تسجيل الدخول بالشبكة الاجتماعية بشكل عام للتطبيقات شديدة الدقة وعالية الآمان مثل تلك الموجودة في الخدمات المصرفية أو الصحية.

## إيجابيات تسجيل الدخول بالشبكة الاجتماعية
أظهرت الدراسات أن نماذج التسجيل الخاصة بالموقع الإلكتروني لا تتسم بالكفاءة اللازمة، حيث أن الكثير من الأشخاص يقدمون بيانات زائفة أو وهمية أو ينسون معلومات تسجيل الدخول الخاصة بهم للموقع أو يرفضون القيام بعملية التسجيل ببساطة في المقام الأول. وجدت دراسة أجرتها جانرين آند بلو ريسيرش في العام 2011 أن 77% من العملاء يفضلون تسجيل الدخول باستخدام الشبكة الاجتماعية كطريقة للمصادقة على طرق التسجيل التقليدية عبر الإنترنت. المزيد من الفوائد:
- المحتوى المستهدف - يمكن لمواقع الويب الحصول على ملف تعريف وبيانات مخطط بياني اجتماعي من أجل استهداف محتوى مخصص للمستخدم. يتضمن ذلك معلومات مثل الاسم والبريد الإلكتروني والمدينة والاهتمامات والنشاطات والأصدقاء. ولكن يمكن أن يؤدي ذلك إلى حدوث مشاكل تتعلق بالخصوصية، كما يمكن أن تؤدي إلى تضييق التنوع في نطاق العرض والخيارات المتاحة على الإنترنت.
- الهويات المتعددة - يمكن للمستخدمين تسجيل الدخول إلى مواقع الويب باستخدام الهويات الاجتماعية المتعددة مما يتيح لهم التحكم بشكل أفضل في هويتهم على الإنترنت.[5]
- بيانات التسجيل - يستخدم العديد من مواقع الويب بيانات الملف الشخصي التي يتم الحصول عليها من عملية تسجيل الدخول بالشبكة الاجتماعية بدلاً من أن يقوم المستخدمون بإدخال معلومات التعريف الشخصية الخاصة بهم يدويًا في نماذج الويب. يؤدي هذا إلى تسريع عملية تسجيل البيانات وإنشاء حساب أو عملية تسجيل الدخول إلى الموقع.
- بريد إلكتروني تم التحقق منه مسبقًا - تقوم مزودات الهوية التي تدعم البريد الإلكتروني مثل جوجل وياهو! بإعادة عنوان البريد الإلكتروني للمستخدم إلى موقع ويب الجهة الثالثة مما يمنع المستخدم من تزويد عنوان بريد إلكتروني مزور أو وهمي أثناء عملية تسجيل البيانات.
- ربط الحساب - نظرًا لإمكانية استخدام تسجيل الدخول بواسطة الشبكة الاجتماعية لإجراء عملية المصادقة، تسمح العديد من مواقع الويب للمستخدمين القديمين بربط حساب الموقع الموجود مسبقًا بحساب تسجيل الدخول بالشبكة الاجتماعية الخاص بهم دون فرض إعادة تسجيل البيانات مرة ثانية.

## سلبيات تسجيل الدخول بالشبكة الاجتماعية
قد يؤدي استخدام تسجيل الدخول بالشبكة الاجتماعية من خلال منصات عمل مثل فيسبوك إلى جعل مواقع الأطراف الثالثة عن غير قصد عديمة الفائدة داخل مكتبات معينة أو المدارس أو أماكن العمل التي تمنع خدمات الشبكات الاجتماعية لأسباب تتعلق بالإنتاجية. كما يمكن أن يسبب صعوبات في البلدان التي لديها أنظمة رقابة صارمة، مثل الصين ومشروعها "مشروع الدرع الذهبي"، حيث قد لا يخضع موقع الويب الخاص بالجهات الثالثة لرقابة صارمة، ولكن قد يتم حظره فعليًا إذا تم حظر تسجيل الدخول بالشبكة الاجتماعية للمستخدم.
يوجد العديد من المخاطر الأخرى التي تأتي مع استخدام أدوات تسجيل الدخول بالشبكة الاجتماعية. حيث يمكن أن تكون عمليات تسجيل الدخول هذه أيضًا واجهة جديدة للاحتيال وإساءة استخدام الحساب، حيث قد يستخدم المهاجمون وسائل متطورة لاختراق آليات المصادقة هذه. هذا يمكن أن يؤدي إلى زيادة غير مرغوب فيها في إنشاء حسابات مزورة، أو ما هو أسوأ؛ قد يقوم المهاجمون بسرقة البيانات الاعتمادية لحسابات المستخدمين الشرعيين الخاصة بوسائل التواصل الاجتماعي بنجاح. تتمثل إحدى الطرق التي يتم بها استغلال حسابات وسائل التواصل الاجتماعية في إغراء المستخدمين بتحميل إضافة متصفح ويب ضارة والتي قد تطلب سماحيات القراءة والكتابة على جميع مواقع الويب. لا يكون هؤلاء المستخدمون على وعي بأنه في وقت ما لاحقًا، عادةً ما يكون بعد أسبوع أو نحوه من عملية تثبيت، ستقوم الإضافات بعد ذلك بالتحميل في الخلفية من موقع القيادة والتحكم الخاص بها بعض البرمجيات الخبيثة المكتوبة بلغة جافا سكريبت لتقوم بتنفيذ عمليات على متصفح الويب الخاص بالمستخدم. ومن الآن فصاعدًا يتم التحكم عن بُعد بشكل فعال في هذه المتصفحات المصابة بالبرمجيات الخبيثة. ستقوم بعد ذلك هذه الاضافات بالانتظار إلى أن يقوم المستخدم بعملية تسجيل الدخول إلى وسائل التواصل الاجتماعي أو حساب موقع آخر على الإنترنت، حينها سوف يتم استخدام الرموز والبيانات الاعتمادية لتسجيل حسابات أخرى عبر الإنترنت دون إذن صريح من المستخدم مالك الصلاحيات.

## تجميع تسجيل الدخول الاجتماعي
يتوفر لمطوري الويب باستخدام منصات التدوين مثل ووردبريس تطبيقات تسجيل الدخول بالشبكات الاجتماعية المتوافقة مع العديد من خدمات الشبكات الاجتماعية.كما تقوم أيضًا شركات مثل Gigya ، Janrain ، Oneall.com، Lanoba.com، و LoginRadius بتزويد خدمات تسجيل الدخول بالشبكة الاجتماعية الموحد لمطوري الويب. يمكن أن توفر هذه الشركات الوصول بواسطة تسجيل الدخول بالشبكة الاجتماعية إلى ما يزيد عن 20 موقع من مواقع الشبكات الاجتماعية.

## الأمان
بتاريخ آذار/مارس عام 2012، أعلنت ورقة بحثية  عن دراسة شاملة حول الأمن في آليات تسجيل الدخول بالشبكة الاجتماعية. حيث عثر مؤلفي الورقة على 8 عيوب منطقية خطيرة في مزودي الهوية البارزين والمواقع الالكترونية للأطراف التابعة لها، مثل أون آي دي (بما في ذلك معرف جوجل ووصول باي بال) وفيسبوك و Janrain وفريلانسر.كوم وفارم فل و Sears.com ، إلخ. نظرًا لأن الباحثين أبلغوا مزودي الهوية ومواقع الطرف الثالث التي تعتمد على الخدمة قبل الإعلان العام عن اكتشاف العيوب، تم تصحيح الثغرات الأمنية، ولم يتم الإبلاغ عن أي انتهاكات أمنية. يخلص هذا البحث إلى أن الجودة الأمنية الكلية لنشر خدمة الدخول الموحد تبعث على القلق.
علاوة على ذلك، غالبًا ما يتم تنفيذ عمليات تسجيل الدخول بالشبكة الاجتماعية بطريقة غير آمنة. حيث أنه في هذه الحالة، يتوجب على المستخدمين الوثوق بكل تطبيق قام بتضمين هذه الميزة للتعامل مع المعرف الخاص بهم بشكل سري.
إضافة إلى ذلك، من خلال الاعتماد على حساب واحد قادر على تشغيل العديد من المواقع، فإن تسجيل الدخول بالشبكة الاجتماعية يخلق نقطة الفشل واحدة، وبالتالي يؤدي إلى زيادة كبيرة في الضرر الذي قد يحدث لو تم اختراق الحساب.

## قائمة مزودي الخدمات البارزين
فيما يلي قائمة بالخدمات (عادة شبكات التواصل الاجتماعي) والتي تقوم بالتزويد بميزات تسجيل الدخول بالشبكة الاجتماعية التي تقوم بتشجيع مواقع الويب الأخرى على استعمالها.
- إيه أو إل
- ديسكاس
- الفيسبوك
- Foursquare City Guide
- جوجل+
- Hyves
- لينكد إن
- لايف جورنال
- ماي سبيس
- باي بال
- بلارك
- تيليجرام
- كيو كيو
- رينرين (人人 网)
- سينا ويبو
- فكونتاكتي ()онтакте)
- تويتر
- وي تشات
- ووردبريس
- ياهو!